# Robert J. Walker

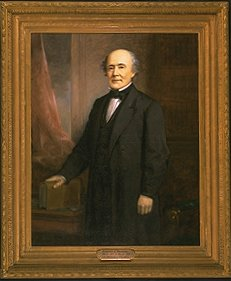
Porträt von Robert J. Walker im Finanzministerium

Robert John Walker (* 23. Juli 1801 in Northumberland, Northumberland County, Pennsylvania; † 11. November 1869 in Washington, D.C.) war ein US-amerikanischer Politiker, Senator für Mississippi, Gouverneur des Kansas-Territoriums und Finanzminister.

## Studium und berufliche Laufbahn
Der Sohn eines Richters absolvierte zunächst ein allgemeinbildendes Studium an der University of Pennsylvania, das er 1819 als Jahrgangsbester abschloss. Im Anschluss daran folgte ein Studium der Rechtswissenschaften, welches er 1821 mit der Zulassung zum Rechtsanwalt beendete.
Nach einer vierjährigen Tätigkeit als Anwalt in Pittsburgh folgte er 1826 seinem Bruder in dessen Kanzlei nach Mississippi. Zugleich erwarb er ein Vermögen durch Spekulationen mit Baumwolle, Grundstücken und Sklaven. Er selbst ließ seine Sklaven 1838, also weit vor dem Verbot der Sklaverei am 18. Dezember 1865 durch den 13. Verfassungszusatz frei. Nach seinem Rückzug aus der Politik widmete er sich seinen geschäftlichen Interessen und war zuletzt von 1864 bis 1869 wieder als Anwalt in Washington tätig.

## Politische Laufbahn

### US-Senator für Mississippi
Walker begann seine politische Laufbahn 1832 als Anwalt während der sogenannten Nullifikationskrise. In dieser ging es darum, ob ein einzelner Bundesstaat das Recht habe, Bundesgesetze innerhalb seiner Staatsgrenzen aufheben (nullifizieren) zu dürfen.
Durch seine dortigen Auftritte erreichte er eine derartige Bekanntheit, dass er bereits 1835 zum Senator gewählt wurde. Als solcher vertrat er bis 1845 die Interessen der Demokratischen Partei den zweiten Senatswahlkreis im Kongress. Politisch setzte er sich in den folgenden Jahren für eine Vergrößerung der USA ein und stimmte 1837 für die Anerkennung der von Sam Houston gegründeten Republik Texas sowie acht Jahre darauf für die Annexion von Texas.

### Finanzminister unter Präsident Polk
Am 8. März 1845 ernannte ihn Präsident James K. Polk, den er zuvor im Wahlkampf stark unterstützt hatte, zum Finanzminister in seinem Kabinett. Als solcher befürwortete er einen niedrigen Steuer- und Abgabensatz. Auf der anderen Seite war er Gegner einer Ausschüttung des Haushaltsüberschusses aus Angst vor einer anschließend notwendigen Steuererhöhung. Schließlich war er auch Gegner einer Verlängerung der Second Bank of the United States, sondern befürwortete ein eigenes unabhängiges Zentralbanksystem, das allerdings erst 1913 gegründet wurde.
Seine wichtigste Arbeit war der Finanzbericht vom 3. Dezember 1845, in dem er sich mit vielen grundlegenden Fragen der Wirtschafts- und Finanzpolitik befasste. Als Verfechter niedriger Steuern und Abgaben schuf er 1846 mit dem sogenannten Walker Tariff einen der niedrigsten Steuersätze der amerikanischen Geschichte, der insbesondere den industrieschwachen Südstaaten zugutekam. Während seiner Amtszeit wurde die Finanzierung des Mexikanisch-Amerikanischen Krieges von 1846 bis 1848 notwendig. Schließlich entwarf er das Gesetz, das 1849 zur Gründung des Innenministeriums führte. Walker übte das Amt des Finanzministers bis zum Ende der Amtszeit von Präsident Polk am 5. März 1849 aus.
Sein Schwiegersohn Benjamin H. Brewster war später als Justizminister Kabinettsmitglied unter Präsident Chester A. Arthur.

### Gouverneur von Kansas und Sezessionskrieg
Er war zunächst ein Gegner des Kompromisses von 1850, einer aus mehreren Gesetzen bestehenden Vereinbarung, mit denen der Gegensatz zwischen den sklavenhaltenden Südstaaten und den Nordstaaten abgemildert werden sollte, der sich durch die Erwerbungen im Mexikanisch-Amerikanischen Krieg (1846–48) verschärft hatte. Letztendlich ließen ihn jedoch die Argumente des späteren demokratischen Präsidentschaftsbewerbers Stephen A. Douglas zum Befürworter des Kompromisses werden. Im Jahr 1853 lehnte er das Angebot von Präsident Franklin Pierce ab, als Gesandter nach China zu gehen.
Im Frühjahr 1857 wurde er von Präsident James Buchanan zum Gouverneur des zu diesem Zeitpunkt vom Konflikt zwischen Sklaverei-Befürwortern und -Gegnern geprägten Kansas-Territoriums ernannt. Aus Protest gegen die Konstitution von Lecompton, die die Rechte der Sklavenhalter stärkte, trat er jedoch bereits im November 1857 von seinem Amt als Gouverneur zurück. Gleichwohl brach er nicht sofort mit seiner Partei, sondern favorisierte den nach dem Kongressabgeordneten William Hayden English benannten English-Entwurf, der für den Fall einer Zustimmung zur Lecompton-Konstitution einen Ausgleich für Kansas in Grundbesitz vorsah. Die Wählerschaft von Kansas lehnte diesen Entwurf jedoch am 21. August 1858 mit überwältigender Mehrheit ab.
Während des Bürgerkriegs von 1861 bis 1865 war er Unterstützer der von Präsident Abraham Lincoln geführten Regierung der Nordstaaten. In den Jahren 1863 und 1864 war er als Finanzagent der Regierung in Europa tätig, um für Vertrauen in die amerikanische Finanzpolitik zu werben. Insbesondere gelang ihm die Gewährung ausländischer Kredite. Zwischen 1862 und 1864 war er auch Herausgeber des New York Continental Monthly. Im Jahr 1867 war er schließlich einer der Unterhändler, die den Vertrag zum Verkauf von Alaska durch Zar Alexander II. von Russland an die USA vorbereiteten. Ihm zu Ehren wurde ursprünglich das Walker County in Texas benannt. Allerdings wurde aufgrund seiner Unterstützung für die Nordstaaten später der Texas Ranger Samuel Hamilton Walker zum Namenspatron des Bezirks ernannt.